# Pepper Adams
Shorty Rogers (Highland Park, 1930. október 8. – New York, 1986. szeptember 10.) amerikai baritonszaxofonos, zeneszerző. 42 saját műve volt, 18 albumot adott ki, és 600 alkalommal volt zenekari tag. Különösen gyümölcsöző együttműködést folytatott Donald Byrd trombitás és a Thad Jones/Mel Lewis Big Band tagjaként.

## Pályakép
Pepper Adams New York államban, Rochesterben nőtt fel. Tenorszaxofonosként és klarinétosként ismerték meg. A 15 éves korától Pepper sok afroamerikai zenésszel ismerkedett meg, amikor családja Detroitba költözött. 1947-ben Lucky Thompson baritonszaxofonosa lett.
Tanulmányai, majd két éves  Dél-koreai katonai szolgálat után 1953-tól Tommy Flanagannel, Paul Chambersszel, Elvin Jonesszal és Kenny Burrellel játszott, akikkel 1956-ban New Yorkba ment. Stan Kenton big bandjével, majd rövid idő után Maynard Fergusonnal dolgozott együtt. Mel Lewisszal egy nyugati parton tett turné után főként saját együttesekkel dolgozott. A Five Spot dzsesszklubban is gyakran fellépett.
Thelonious Monkkal és Charles Mingusszal Blues and Roots albumot vették fel 1959-ben. Az 1960-as években a Thad Jones és Mel Lewis Orchestra-val kezdett dolgozni, amelynek 1965-től 1978-ig volt a tagja. Emellett saját albumain is dolgozott, például Zoot Simsszel, Walter Norrisszal és Roland Hannával.
1981-ben a Dizzy Gillespie Dream Band tagja volt. Nem sokkal halála előtt vendégszólista volt Denny Christianson Mingus szvitjében. Bariton szaxofonos stílusa hatással volt például Scott Robinsonra és Gary Smulyanra is.

## Lemezválogatás
- 1957: The Cool Sound Of Pepper Adams & Bernard McKinney, Hank Jones, Elvin Jones
- 1957: Pepper Adams Quintet with Stu Williamson
- 1958: 10 To 4 At The 5 Spot & Donald Byrd, Bobby Timmons, Doug Watkins
- 1961: Out Of This World & Donald Byrd, Herbie Hancock, Teddy Charles
- 1963: Pepper Adams Plays Charles Mingus & Thad Jones, Charles McPherson, Zoot Sims, Hank Jones, Paul Chambers, Dannie Richmond
- 1968: Encounter! + Zoot Sims, Tommy Flanagan, Ron Carter, Elvin Jones
- 1978: The Master + Frank Foster, Roland Hanna George Mraz, Billy Hart
- 1983: Conjuration: Fat Tuesday’s Session + Kenny Wheeler, Hank Jones, Clint Houston, Louis Hayes
- 1986: Pepper + Walter Norris, George Mraz, Denny Christianson Big Band (1975-1986)
- 2012: Joy Road: The Complete Works of Pepper Adams & Jeremy Kahn, Gary Smulyan, Kevin Bales, Frank Basile, Joe Magnarelli, Adam Birnbaum, Dennis Irwin, Tim Horner, Alexis Cole, Pat LaBarbera, Eric Alexander

## Díjak
- 1957: Down Beat New Star
- 1980: az év szólistája
- Háromszor jelölték Grammy-díjra
- 1975: a Playboy magazin All Star All-Star díja
- 1967: Talent Deserving of Wider Recognition díj a Down Beattől
- 1979 és 1982 között Adams négy egymást követő alkalommal nyerte el a legjobb bariton szaxofonosnak járó díjat a Down Beat International Jazz Critics' Pollján
- 1982: Down Beat Readers' Poll díját a világ legjobb bariton szaxofonosának járó díjat, ezzel (leváltva Gerry Mulligant, aki 1953 óta birtokolta ezt a kitüntetést)

## Fordítás
Ez a szócikk részben vagy egészben  a   Pepper Adams című német Wikipédia-szócikk ezen változatának fordításán alapul.  Az eredeti cikk szerkesztőit annak laptörténete sorolja fel. Ez a jelzés csupán a megfogalmazás eredetét és a szerzői jogokat jelzi, nem szolgál a cikkben szereplő információk forrásmegjelöléseként.